# Pinar dels Flares
El Pinar dels Flares és una muntanya de 336 metres que es troba al municipi de Capçanes, a la comarca catalana del Priorat.